# Souvrství Menefee

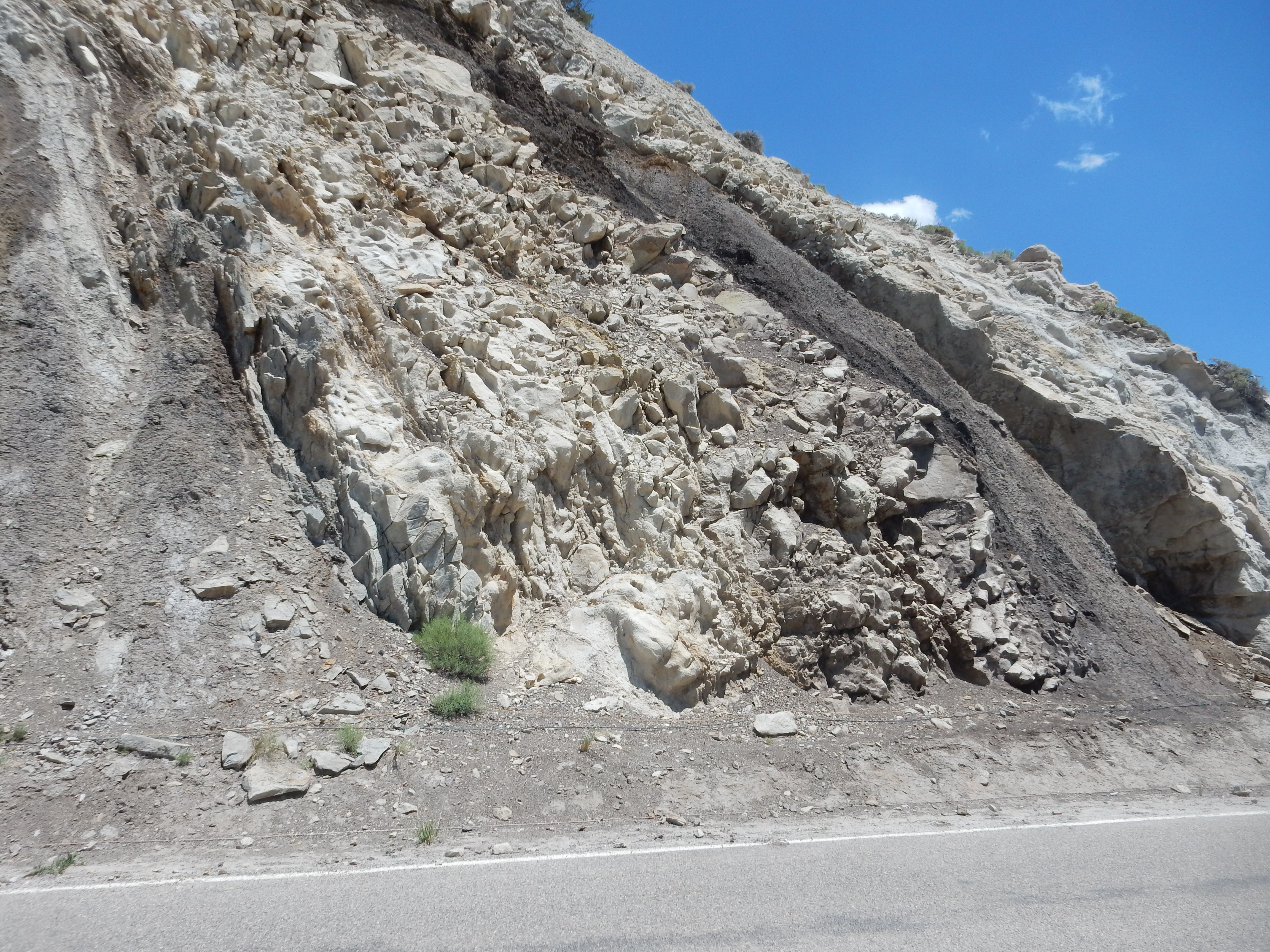
Výchozy geologického souvrství Menefee nedaleko města Cuba v Novém Mexiku.

Souvrství Menefee je geologickou formací z doby před asi 84 až 78 milionu let, tedy z počátku období geologického věku kampán (pozdní svrchní křída).

## Popis
Výchozy tohoto souvrství se rozkládají na území států Colorado a Nové Mexiko v USA, formálně definováno bylo poprvé roku 1919 (první výzkum zde však probíhal již roku 1877). Nejpravděpodobnější stáří je kolem 81 milionů let. Jsou rozlišovány dva základní členy tohoto souvrství, spodní člen Cleary Coal a svrchní člen Allison. Mocnost vrstev činí až kolem 500 metrů. V sedimentech tohoto souvrství byly objeveny fosilie dinosaurů, krokodýlovitých plazů, ryb, želv i mosasaurů. Z rostlin to jsou například fosilie palem, jehličin, vavřínovitých a dalších. To dokládá, že v tehdejších ekosystémech převažovalo horké a vlhké podnebí. Ačkoliv jsou z tohoto souvrství zatím známé jen dva druhy dinosaurů, jejich fosilie jsou mnohem početnější – patří ankylosaurům, hadrosauridům, ceratopsidům i dromeosauridním teropodům.
Toto prostředí bylo patrně vhodné pro existenci velkého množství pozdně křídových dinosaurů, jak ukazují objevy učiněné přibližně od roku 2018.

## Dinosauří fauna

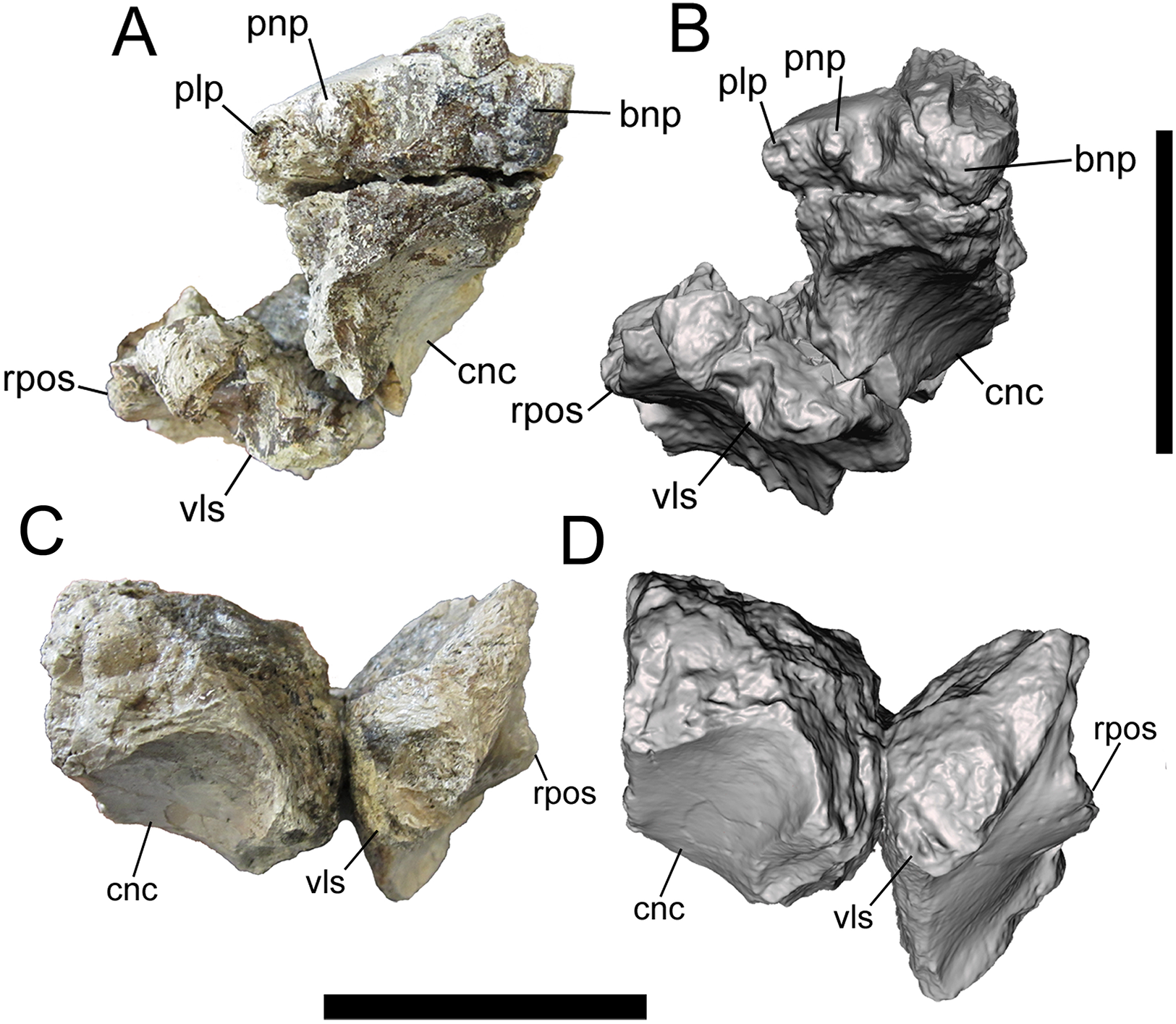
Dynamoterror – fosilní kosti lebky.

- Dynamoterror dynastes[6] – velký tyranosauridní teropod

- Invictarx zephyri[7] – nodosauridní ankylosaur

- Menefeeceratops sealeyi[8]

- Ornatops incantatus[9] - brachylofosaurinní hadrosaurid

## Krokodýlovití plazi
- Brachychampsa sealeyi[10] – aligatoroidní krokodýl

- Deinosuchus hatcheri[11] – obří aligatoroidní krokodýl[12]